# Balthasar Regis
Balthasar Regis (falecido em 1757) foi um cónego de Windsor de 1751 a 1757.

## Família
Ele nasceu na província de Dauphiné e fugiu da França com o seu pai após serem perseguidos pela sua fé reformada.

## Carreira
Ele foi Reitor da Igreja dos Santos Inocentes, Adisham, Kent de 1715 a 1757, e Reitor de Little Mongeham de 1719 a 1757. Ele foi nomeado capelão do rei em 1727, cargo que ocupou até à sua morte. Ele foi também nomeado para a primeira bancada na Capela de São Jorge, no Castelo de Windsor, em 1751.
Ele foi enterrado na capela em 1757.